# Circuit intégré 7426

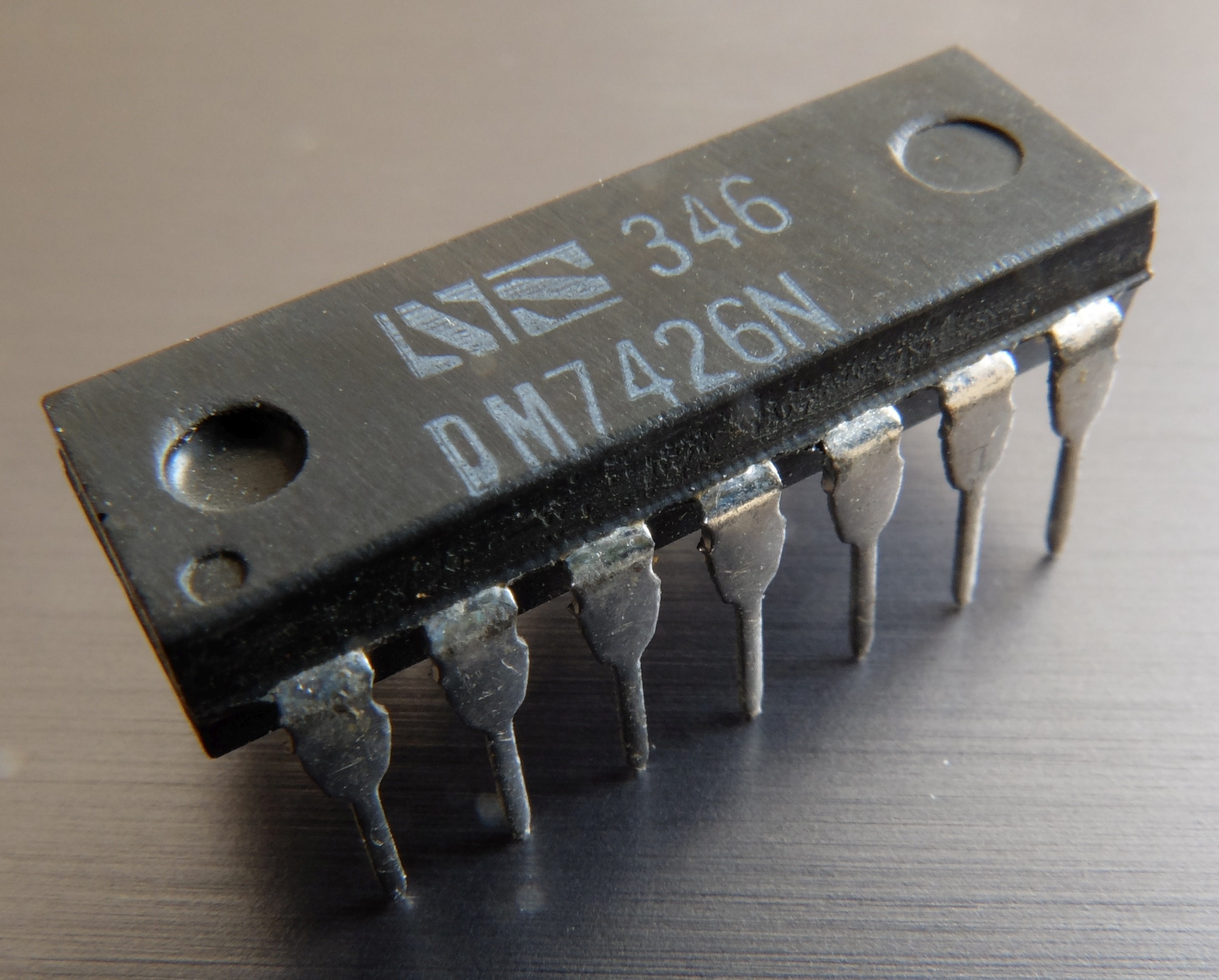
Circuit intégré 7426 (National Semiconductor DM7426N)

Le circuit intégré 7426 fait partie de la série des circuits intégrés 7400 utilisant la technique TTL.

Ce circuit est composé de quatre portes logiques indépendantes NON-ET à deux entrées possédant chacune une sortie à collecteur ouvert d'une protection de 15 volts.